# المراغة (بني قيس الطور)

تعديل مصدري - تعديل

المراغة هي إحدى قرى عزلة ربع مسعود بمديرية بني قيس الطور التابعة لمحافظة حجة، بلغ تعداد سكانها 631 نسمة حسب تعداد اليمن لعام 2004.